# Trabanca
Trabanca – gmina w Hiszpanii, w prowincji Salamanka, w Kastylii i León, o powierzchni 29,7 km². W 2011 roku gmina liczyła 236 mieszkańców.